# احترام والدین
احترام والدین (انگلیسی: Parental respect)، به رفتارهای همراه با احترام مرتبط با والدین (پدر و مادر) خود اشاره دارد. در بیشتر جوامع احترام والدین امری با فضیلت است. میزان احترامی که باید نسبت به والدین از منطقه ای به منطقه دیگر با برخی توصیه ها اطاعت داشت.

## ادراک
اگرچه اکثر جوامع نسبت به والدین احساس فضیلت و احترام قائل هستند، اما در برخی جوامع چنین احترامی فراتر از حد متوسط است و طبق قانون، فرزندان باید مراقب والدین خود باشند و نسبت به دستور و خواست آنها متعهد باشند.چنین تعهد اخلاقی لزوماً ثابت نیست و حتی ممکن است در طول یک رویداد خود به خودی فعلی به حالت تعلیق درآید. این ممکن است با هر رویدادی که به والدین، پرورش دهندگان یا سرپرستان نور منفی می‌تابد، مانند یک حادثه آزار جسمی، سوء استفاده روانی، نقض حقوق بشر یا سوء استفاده جنسی، تسریع شود.